# باشگاه فوتبال پوردنونه
باشگاه فوتبال پوردنونه (انگلیسی: Pordenone Calcio) یک باشگاه فوتبال مستقر در لینیانو سابیادورو، ایتالیا بود که در پایان فصل ۲۰۲۳-۲۰۲۲ منحل شد.